# جورجیو تیناتزی
جورجیو تیناتزی (انگلیسی: Giorgio Tinazzi; ۲۱ ژوئن ۱۹۳۴ – ۱۸ فوریهٔ ۲۰۱۶) بازیکن فوتبال اهل ایتالیا بود.
از باشگاه‌هایی که در آن بازی کرده‌است می‌توان به باشگاه فوتبال هلاس ورونا، باشگاه فوتبال اینتر میلان، باشگاه فوتبال مودنا، باشگاه فوتبال آلساندریا، باشگاه فوتبال اودینزه، و باشگاه فوتبال پالرمو اشاره کرد.